# 砂珍棘豆
砂珍棘豆（学名：Oxytropis racemosa），为豆科棘豆属下的一个植物变型。